# Anastasius IV.
Anastasius IV. (vlastním jménem Corrado della Suburra) (okolo 1073 Řím – 3. prosince 1154, Řím) byl 168. papežem, a to v letech 1153–1154.

## Život
Byl Římanem a v době svého zvolení 8. července 1153  byl kardinálem v italské provincii Sabina.

## Odkazy

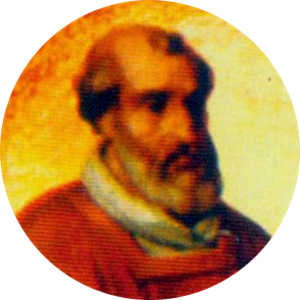
Portrét papeže Anastasia IV. v bazilice sv. Pavla za hradbami